# Ukweli Roach
Ukweli Roach (nacido en Derby, el 22 de septiembre de 1986) es un actor inglés, especialmente conocido por su interpretación de un psicoterapeuta del FBI en la serie Blindspot. Él fue criado por su madre inglesa y por su padre guyanés, quienes le pusieron ese nombre (Ukweli) por su significado en suajili, el cual es "verdad". En un principio, él había solicitado a la Universidad un curso de Derecho, el cual tiempo después lo rechazó a favor de la aceptación de la Real Academia de Arte de Londres. En el año 2009, Ukweli se graduó, y al poco tiempo consiguió interpretar a "Tybalt" en la obra de Shakespeare, Romeo y Julieta.

## Filmografía

##### Películas
| Año  | Título                                | Rol    |
| ---- | ------------------------------------- | ------ |
| 2010 | Shakespeare's Globe: Romeo and Juliet | Tybalt |
| 2010 | StreetDance 3D                        | Jay    |
| 2010 | StreetDance: The Moves                | Jay    |
| 2010 | Venus & the Sun                       | Adam   |
| 2011 | One Day                               | Rapper |

##### Series
| Año       | Título       | Rol               |
| --------- | ------------ | ----------------- |
| 2012      | Eternal Law  | Tom Greening      |
| 2012      | Monroe       | Jacob Namobu      |
| 2012-2013 | Starlings    | Reuben            |
| 2013      | Drifters     | Rick Henderson    |
| 2014      | Silk         | Jordan Sinclair   |
| 2014      | Grantchester | Johnny Johnson    |
| 2015      | The Royals   | Marcus            |
| 2015      | Dickensian   | Sergeant George   |
| 2015-2020 | Blindspot    | Dr. Robert Borden |
| 2018      | Hard Sun     | Will Benedetti    |
| 2018      | Humans       | Anatole           |

- Datos: Q4059444